# 阿尔图菲耶沃区
阿尔图菲耶沃区（俄語：Алтуфьевский район）是莫斯科东北行政区的一区，面积3.25平方公里，人口55,741人。它与利亚纳佐沃区、比比列沃区、奥特拉德诺耶区和东杰古尼诺区接壤。别斯库德尼科沃站位于本区。